# آثار الاحتباس الحراري على صحة الإنسان

تشمل آثار الاحتباس الحراري على صحة الإنسان حصول ارتفاع في وتيرة وشدة التأثيرات المرتبطة بالمناخ الملاحَظًة والمتوقَعَة من تفاقم تلك الآثار على صحة الإنسان. يصف هذا المقال بعضاً من هذه الآثار على الأفراد والسكان.

## تأثير الحرارة الزائدة على جسم الإنسان
يحتاج جسم الإنسان إلى تبريد تبخيري للوقاية من ارتفاع درجة الحرارة، حتى في حالات النشاط المنخفض. مع الحرارة والرطوبة المحيطة الزائدة، لا يحدث التبريد الكافي بالتبخير. فيجري تجاوز قدرة تنظيم الحرارة البشرية. يمكن لدرجة حرارة الميزان الرطب (درجة حرارة البصيلة الرطبة) أو درجة حرارة الهواء الرطب (درجة الحرارة بمقياس ترمومتر البُصيلة المخضّلة) المستمرة والتي تزيد عن 35 درجة سليزيوس (95 درجة فهرنهايت) أن تكون قاتلة.
قد تكون استجابة الإنسان للإجهاد الحراري ارتفاع درجة الحرارة، ضربة الحرارة، وآثاراً ضارةً أخرى. يمكن أن ترتبط الأمراض المتعلقة بالحرارة بالعديد من الأعضاء والأجهزة بما في ذلك: المخ والقلب والكلى والكبد، إلخ.

## التأثير على الأمراض

### التأثير على الأمراض الوعائية
يمكن رؤية مثال جيد لتأثير الاحتباس الحراري على الصحة في مرض احمرار الأطراف المؤلم. وهو مرض وعائي يتسبب فيه عادةً التغير في درجات الحرارة، ما يؤدي إلى متلازمات تتضمن (في مستوياتها الأولى والثانية) ألماً حارقاً، زيادة درجة الحرارة، إحمراراً وتورماً، خاصة الأيدي والأقدام التي تتأثر.
في دراسة صينية، يبدو وباء مرض الاحمرار المؤلم شائعاً جداً في جنوب الصين، على الأرجح نتيجة للانخفاض الحاد في درجة الحرارة المتبوعة بارتفاعها بشكل سريع وتأثير ذلك على الجسم. تنقبض الشرايين السطحية الطرفية الصغيرة وتنبسط بحدة أثناء الانخفاض الحاد لدرجات الحرارة، بينما في الارتفاع الحاد لدرجة الحرارة، يثير التمدد الحاد للشعيرات النهايات العصبية المحيطة بها، وهذا يؤدي إلى أعراض تتضمن الألم الحارق، زيادة درجات الحرارة، إحمرار وتورم. وكحصيلة للتغير المناخي، قد تحدث المزيد من حالات تفشي مرض الاحمرار المؤلم بسبب الظواهر الجوية المتطرفة التي يُتوقع أن تزداد في العقود المقبلة.

### التأثير على الأمراض المعدية
يؤدي احترار المحيطات وتغير المناخ إلى ظهور أنماط مناخية قاسية والتي تتسبب في زيادة للأمراض المعدية – الجديدة والعائدة للظهور من جديد. تخلق هذه الأنماط المناخية مواسم مطيرة ممتدة في بعض المناطق، وفترات جفاف ممتدة في أخرى، بالإضافة لإقحام مناخات جديدة لمناطق مختلفة. تخلق هذه الفصول الممتدة مناخات قادرة على إبقاء نواقل الأمراض لفترات زمنية أطول، ما يسمح لها بالتكاثر بسرعة، وأيضاً تهيئة مناخات تسمح باستحداث نواقل جديدة وبقائها.

#### تأثير المناخات الأكثر حرارة ورطوبة
ربما تكون الأمراض التي ينقلها البعوض التهديد الأكبر للبشر إذ تشمل الملاريا، وداء الفيل، وحمي الوادي المتصدع، والحمى الصفراء، وحمى الدَنك (الضنك). تظهر الدراسات زيادة معدلات انتشار هذه الأمراض في المناطق التي شهدت فيضانات شديدة وجفاف. تخلق الفيضانات المزيد من المياه الراكدة لتكاثر البعوض؛ وأيضا، ظهر أن تلك النواقل تستطيع أن تتغذى أكثر وتكبر أسرع في المناخات الأكثر دفئاً. وباحترار المناخ فوق المحيطات والمناطق الساحلية، تزحف درجات الحرارة الدافئة إلى ارتفاع أكبر سامحة للبعوض أن يبقى على قيد الحياة في أماكن لم يكن بمقدوره ان يحيا فيها قبل ذلك أبداً. وباستمرار زيادة احترار المناخ هناك خطر أن تعود الملاريا إلى العالم المتقدم.
يزدهر القراد أيضا في درجات الحرارة الأكثر دفئاً ما يسمح له بالتغذية والنمو بوتيرة أسرع. يخترق القراد أسود الساق، حامل داء لايم، عندما لا يتغذى التربة ممتصاً الرطوبة. يموت القراد عندما يصبح المناخ إما بارداً جداً أو جافاً جداً، ما يتسبب في جفافه –القراد-. تختفي نظم التحكم البيئية الطبيعية التي كانت تستخدم للحفاظ على ضبط مجموعات القراد، وتسمح المناخات الأكثر دفئًا ورطوبة للقراد بالتكاثر والنمو بمعدل ينذر بالخطر، ما يؤدي إلى زيادة في داء لايم، في كلٍ من المناطق المتواجد بها ومناطقٍ لم يُرَ فيها من قبل.
كان لارتفاع درجة حرارة الأرض تأثير آخر على تكرار وشدة الموجات الحارة. بالإضافة إلى الجفاف وضربات الحرارة، نتجت عن موجات الحرارة هذه أوبئة أمراض الكلى المزمنة (CKD). أظهرت دراسات حديثة أن التعرض المطول للحرارة، والجهد البدني، والجفاف هي عوامل كافية للإصابة بأمراض الكلى المزمنة (CKD). تحدث هذه الحالات في كل دول العالم بشكل متطابق مع اعتلال الكلية الناتج عن الإجهاد الحراري.
تشمل الأمراض الأخرى التي في تزايد بسبب الطقس القاسي فيروس هنتا، داء البلهارسيا، داء كلابية الذُنُب (العمى النهري)، والسل. ويسبب ارتفاعًا في الإصابات بحمى القش، فكما يحدث عندما يكون الطقس أكثر دفئًا، هناك ارتفاع في مستويات حبوب اللقاح في الهواء.
قد تجعل الزيادات المتوقعة في درجات الحرارة من أماكن في جنوب شرق آسيا غير صالحة للسكن، عندما تصل درجات الحرارة متحدة مع الرطوبة العالية إلى درجة 35 درجة مئوية بمقياس ترمومتر البُصيلة المخضّلة، وهو الحد الذي يمكن للإنسان البقاء فيه على قيد الحياة في ظروف جيدة التهوية. 
قد تؤدي درجات الحرارة الأكثر دفئاً أيضاَ إلى زيادة في معدلات العنف. أظهر البحث وجود روابط بين ارتفاع درجات الحرارة وزيادة السلوك العنيف والجرائم. وهو ما يمكن ملاحظته في زيادة معدلات الجريمة خلال أشهر الصيف الأكثر حرارة.

#### تأثير المحيطات الأكثر دفئا (المحترة)
أصبحت المحيطات المحترة أرض تكاثرٍ خصبة لتبرعمات الطحالب السامة (المعروفة أيضا بالمد الأحمر) والكوليرا. بزيادة مستويات النيتروجين والفسفور في المحيطات، تخرج بكتريا الكوليرا التي تعيش داخل العوالق الحيوانية من حالتها الخاملة. تدفع الرياح المتغيرة وتيارات المحيط المتغيرة العوالق الحيوانية إلى خط الساحل، حاملة بكتريا الكوليرا، التي تلوث مياه الشرب، مسببة حالات تفشي الكوليرا. مع زيادة الفيضانات، هناك أيضًا زيادةٌ في أوبئة الكوليرا إذ تتسرب مياه الفيضانات التي تحمل البكتيريا إلى مصدر مياه الشرب. وجرى ربط ظاهرة النينو مع تفشي الكوليرا لأن هذا النمط من الطقس يدفئ مياه الشاطئ، ما يتسبب في تكاثر بكتيريا الكوليرا بسرعة.

#### الملاريا
الملاريا هي داء طفيلي ينقله البعوض يصيب الإنسان والحيوانات الأخرى تتسبب به كائنات حية دقيقة من عائلة البلازموديوم (المتصوِرة). ويبدأ بعضة من بعوضة أنثى مصابة، ما يقحم الطفيلي من لعابها إلى الجهاز الدوري للمضيف المصاب. ومن ثمَ ينتقل عبر مجرى الدم إلى الكبد حيث يمكنه أن ينضج ويتكاثر. يسبب المرض أعراضاً تتضمن نموذجياً الحُمَى، والصداع، والقشعريرة (نافض راجف)، وفقر الدم، وقد تتطور في الحالات الشديدة إلى غيبويةٍ أو موت.
نحو 3.2 مليار شخص –تقريباً نصف سكان العالم- معرضون لخطر الإصابة بالملاريا. في عام 2015، كان هناك ما يقرب 214 مليون حالة إصابةٍ بالملاريا وحوالي 438.000 حالة وفاة بالملاريا.
يعتبر المناخ قوة دافعة مؤثرة في الأمراض المحمولة بالنواقل مثل الملاريا. الملاريا بشكل خاص معرضة لآثار التغير المناخي لافتقار البعوض إلى آليات تنظم درجة حرارته الداخلية. يدل على هذا أن هناك نطاق ضيق من الظروف المناخية تستطيع أن يبقى فيه الممراض (الملاريا) والناقل (البعوضة) على قيد الحياة، والتكاثر، وإصابة المضيف. للأمراض المحمولة بالنواقل مثل الملاريا خصائص محددة تحدد إمراضيتها. يتضمن هذا قدرة الناقل على البقاء على قيد الحياة ومعدل تكاثره، ومستوى نشاط الناقل (أي معدل العض أو التغذية)، والتطور ومعدل تكاثر الأمراض داخل الناقل أو المضيف. تؤثر التغيرات في المناخ بشكل كبير على التكاثر، والتطور، والانتشار، والانتقال الموسمي للملاريا.
لدى البعوض نطاق محدود للظروف التفضيلية للتكاثر والنضج. تتراوح درجة الحرارة القصوى لتكاثر ونضج البعوض هي من 16-18 درجة سليزيوس، إذا انخفضت درجة الحرارة عن ذلك بدرجتين، فإن معظم الحشرات تستسلم للموت. هذا هو سبب عدم بقاء الملاريا في الأماكن ذات الشتاء البارد. إذا تعرض مناخ بدرجة حرارة متوسطة 16 درجة سليزيوس إلى زيادة في الحرارة بمقدار درجتين، سيزدهر البق الناضج واليرقات. ستحتاج أنثى البعوض إلى المزيد من الغذاء (دم الإنسان/الحيوان) للبقاء على قيد الحياة وتحفيز إنتاج البيض. هذا يزيد من فرصة انتشار الملاريا بسبب الاتصال الأكبر بالبشر وأن عدداً أكبر من الحشرات الماصة للدم تنجو وتعيش لفترة أطول. البعوض أيضاً شديد الحساسية للتغيرات في هطول الأمطار والرطوبة. يمكن لزيادة هطول الأمطار أن تزيد من أعداد البعوض بشكل غير مباشر عن طريق توسيع مواطن اليرقات وإمدادات الغذاء. تخلق درجات الحرارة الأولية هذه أرضيات خصبة كبيرة للحشرات وأماكن لليرقات كي تنضج. تسبب زيادة درجة الحرارة ذوبان الثلج وأن تصبح برك المياه الراكدة أكثر شيوعًا. ويصبح من المحتمل أكثر أن يتكاثر البق الذي يحمل المرض بالفعل ويصيب البعوض الآخر مسبباً انتشاراً خطيراً للمرض المميت.
للتغير المناخي تأثير مباشر على صحة الناس في الأماكن التي لم تكن تنتشر فيها الملاريا في الأصل. البعوض حساس للتغيرات في درجات الحرارة وسيزيد احترار البيئة من معدلات إنتاجهم. يخلق التقلب في درجتين أو ثلاث أرضياتٍ استثنائية الخصوبة لتكاثر البعوض، ولليرقات كي تنمو، وللبعوض الناضج الحامل للفيروس كي يصيب البشر الذين لم يتعرضوا من قبل. في المجتمعات التي تعيش على المرتفعات في أفريقيا وأمريكا الجنوبية، يتعرض البشر الآن بصفة أكبر لخطر الإصابة بالملاريا نتيجة لارتفاع متوسط درجات الحرارة في المناطق المحيطة. وهذه مشكلة خطيرة لأن البشر في هذه المجتمعات لم يتعرضوا قط لهذا المرض، ما يزيد من خطر مضاعفات الملاريا مثل الملاريا الدماغية (نوع من الملاريا يسبب إعاقة عقلية، وشلل، ومعدل وفيات أعلى) والموت بسبب المرض. يُصاب المقيمون في هذه المجتمعات  بالملاريا بشدة لأنها غير مألوفة لديهم؛ فهم لا يعرفون العلامات والأعراض ولديهم مناعة قليلة أو ليست لديهم على الإطلاق.
من المتوقع أن يتضاعف عدد السكان المعرضين لخطر الإصابة بالملاريا في غياب التغير المناخي بين عامي 1990-2080 إلى 8820 مليون نسمة، برغم ذلك؛ قد يزيد التغير المناخي الكامل، بحلول 2080، عدد السكان المعرضين لخطر الإصابة بالملاريا ب257 مليون -323 مليون إضافي. ومن ثمَ، فإن الحد من آثار التغير المناخي في الحاضر سيقلل من الإجمالي بنحو 3.5% منقذا عشرات الآلاف من الأرواح على مستوى العالم.